# جیمز باکسندیل (بازیکن فوتبال، زاده ۱۹۹۲)
جیمز باکسندیل (انگلیسی: James Baxendale؛ زادهٔ ۱۶ سپتامبر ۱۹۹۲) بازیکن فوتبال اهل بریتانیا است.
از باشگاه‌هایی که در آن بازی کرده‌است می‌توان به باشگاه فوتبال منزفیلد تاون، باشگاه فوتبال دونکستر راورز، باشگاه فوتبال لیدز یونایتد، باشگاه فوتبال باکستون، باشگاه فوتبال والسال، و باشگاه فوتبال هرفورد یونایتد اشاره کرد.